# Alessandro Bonetti
Alessandro Bonetti (ur. 10 kwietnia 1985 w Trydencie) – włoski kierowca wyścigowy.

## Kariera

### Formuła 3
Bonetti rozpoczął karierę w wyścigach samochodowych w 2003 roku, od startów we  Włoskiej Formule 3. Z dorobkiem 6 punktów uplasował się na 18. miejscu.

### Formuła Renault 2.0
W 2004 roku Alessandro zaprezentował się w Formule Renault Monza. W ciągu 16 wyścigów siedmiokrotnie zwyciężał i dwunastokrotnie stawał na podium. Dorobek 345 punktów pozwolił mu zdobyć tytuł wicemistrza serii.

### Formuła Renault 3.5
Na sezon 2006 Włoch podpisał kontrakt ze szwajcarską ekipą Jenzer Motorsport na starty w Formule Renault 3.5. Tu jednak w ciągu 11 wyścigów nie zdobywał punktów, dlatego został zmieniony przez Hiszpana Marco Barbę.

### International GT Open
W latach 2007–2009 Boneti startował w serii samochodów GT International GT Open. W pierwszym sezonie był klasyfikowany jedynie w klasie GTA, gdzie stanął na najniższym stopniu podium klasyfikacji. Rok później W klasie GTA był siódmy, jednak w ogólnej klasyfikacji serii plasował się na szóstej pozycji. W 2009 roku w samej serii był 12, jednak w klasie Super GT został sklasyfikowany na siódmej lokacie w klasyfikacji generalnej.

## Statystyki
| Sezon | Seria                                            | Zespół                | Wyścigi | Zwycięstwa | PP | NO | Podium | Punkty | Pozycja |
| ----- | ------------------------------------------------ | --------------------- | ------- | ---------- | -- | -- | ------ | ------ | ------- |
| 2003  | Włoska Formuła 3                                 | Passoli Racing        | 4       | 0          | 0  | 0  | 0      | 6      | 18      |
| 2004  | Formuła Renault Monza                            | Tomcat Racing         | 16      | 7          | 5  |    | 12     | 345    | 2       |
| 2005  | 3000 Pro Series                                  | Draco Junior Team     | 8       | 1          | 0  | 0  | 4      | 39     | 4       |
| 2006  | Formuła Renault 3.5                              | Jenzer Motorsport     | 10      | 0          | 0  | 0  | 0      | 0      | 38      |
| 2007  | International GT Open GTA                        | GPC                   | 13      | 2          | 0  |    | 5      | 61     | 3       |
| 2007  | Le Mans Series - LMGT2                           | GPC Sport             | 5       | 1          | 0  |    | 2      | 27     | 4       |
| 2008  | International GT Open GTA                        | Advanced Engineering  | 16      | 1          | 1  | 0  | 4      | 40     | 7       |
| 2008  | International GT Open                            | Advanced Engineering  |         |            |    |    |        | 100    | 6       |
| 2009  | International GT Open                            | Racing Team Edil Cris | 12      | 0          | 0  | 0  | 1      | 57     | 12      |
| 2009  | International GT Open - Super GT                 | Racing Team Edil Cris | 12      | 0          | 0  | 0  | 1      | 17     | 7       |
| 2009  | SARA GT - Campionato Italiano Gran Turismo - GT2 | Racing Team Edil Cris | 4       | 1          | 0  | 0  | 2      | 35     | 17      |
| 2010  | Superstars GT Sprint                             | Vittoria Competizioni | 6       | 3          | 1  | 0  | 6      | 204    | 1       |
| 2011  | Blancpain Endurance Series - GT3 Pro-Am Cup      | De Lorenzi Racing     | 2       | 0          | 0  | 0  | 1      | 30     | 11      |
| 2012  | Blancpain Endurance Series - GT3 Pro-Am Cup      | Vita4One Team Italy   | 4       | 0          | 0  | 0  | 0      | 0      | NS      |

## Wyniki w Formule Renault 3.5
| Legenda oznaczeń w tabelach wyników Wyświetl szablon na nowej stronie | Legenda oznaczeń w tabelach wyników Wyświetl szablon na nowej stronie                                                                     |
| Oznaczenie                                                            | Wyjaśnienie |
| --------------------------------------------------------------------- | --- |
| Złoty                                                                 | Zwycięzca lub mistrzostwo |
| Srebrny                                                               | 2. miejsce lub wicemistrzostwo |
| Brązowy                                                               | 3. miejsce lub II wicemistrzostwo |
| Zielony                                                               | Ukończył, punktował (w klasyfikacji generalnej, gdy zdobył co najmniej jeden punkt na przestrzeni sezonu, poza trzema powyższymi opcjami) |
| Niebieski                                                             | Ukończył, nie punktował (w klasyfikacji generalnej, gdy nie zdobył co najmniej jednego punktu na przestrzeni sezonu)                      |
| Czerwony                                                              | Nie zakwalifikował się (NZ) |
| Czerwony                                                              | Nie prekwalifikował się (NPK) |
| Różowy                                                                | Nie ukończył (NU) |
| Różowy                                                                | Niesklasyfikowany (NS) (w klasyfikacji generalnej, gdy nie został sklasyfikowany w żadnym wyścigu sezonu)                                 |
| Czarny                                                                | Zdyskwalifikowany (DK) |
| Czarny                                                                | Wykluczony (WYK/EX) |
| Biały                                                                 | Nie wystartował (NW) |
| Biały                                                                 | Kontuzjowany (K/INJ) |
| Biały                                                                 | Wyścig odwołany (OD/C) |
| Bez koloru                                                            | Został wycofany (WYC/WD) |
| Bez koloru                                                            | Nie przybył (NP/DNA) |
| Bez koloru                                                            | Nie brał udziału w treningach (NT/DNP) |
| Bez koloru                                                            | Nie został zgłoszony (–) |
| Pogrubienie                                                           | Start z pole position |
| Kursywa                                                               | Najszybsze okrążenie wyścigu |
| †                                                                     | Nie ukończył, ale jego rezultat został zaliczony ze względu na przejechanie więcej niż 90% dystansu wyścigu.                              |
| *                                                                     | Sezon w trakcie |
| 1/2/3                                                                 | Punktowana pozycja w sprincie kwalifikacyjnym                                                                                             |
| Lista systemów punktacji Formuły 1                                    | |

| Rok  | Zespół            | Wyniki w poszczególnych eliminacjach | Wyniki w poszczególnych eliminacjach | Wyniki w poszczególnych eliminacjach | Wyniki w poszczególnych eliminacjach | Wyniki w poszczególnych eliminacjach | Wyniki w poszczególnych eliminacjach | Wyniki w poszczególnych eliminacjach | Wyniki w poszczególnych eliminacjach | Wyniki w poszczególnych eliminacjach | Wyniki w poszczególnych eliminacjach | Wyniki w poszczególnych eliminacjach | Wyniki w poszczególnych eliminacjach | Wyniki w poszczególnych eliminacjach | Wyniki w poszczególnych eliminacjach | Wyniki w poszczególnych eliminacjach | Wyniki w poszczególnych eliminacjach | Wyniki w poszczególnych eliminacjach | Punkty | Pozycja |
| ---- | ----------------- | ------------------------------------ | ------------------------------------ | ------------------------------------ | ------------------------------------ | ------------------------------------ | ------------------------------------ | ------------------------------------ | ------------------------------------ | ------------------------------------ | ------------------------------------ | ------------------------------------ | ------------------------------------ | ------------------------------------ | ------------------------------------ | ------------------------------------ | ------------------------------------ | ------------------------------------ | ------ | ------- |
| 2006 | Jenzer Motorsport | ZOL                                  | ZOL                                  | MON                                  | TUR                                  | TUR                                  | ITA                                  | ITA                                  | SFR                                  | SFR                                  | DEU                                  | DEU                                  | GBR                                  | GBR                                  | FRA                                  | FRA                                  | ESP                                  | ESP                                  | 0      | 38      |
| 2006 | Jenzer Motorsport | 18                                   | 18†                                  | 19                                   | 16                                   | 14                                   | 19                                   | NU                                   | 19                                   | 20                                   | 19                                   | NU                                   | -                                    | -                                    | -                                    | -                                    | -                                    | -                                    | 0      | 38      |